# Coptis japonica
Coptis japonica är en ranunkelväxtart som först beskrevs av Carl Peter Thunberg, och fick sitt nu gällande namn av Tomitaro Makino. Coptis japonica ingår i släktet Coptis och familjen ranunkelväxter.

## Underarter
Arten delas in i följande underarter:
- C. j. viridiflora
- C. j. anemonifolia
- C. j. dissecta
- C. j. major

## Bildgalleri

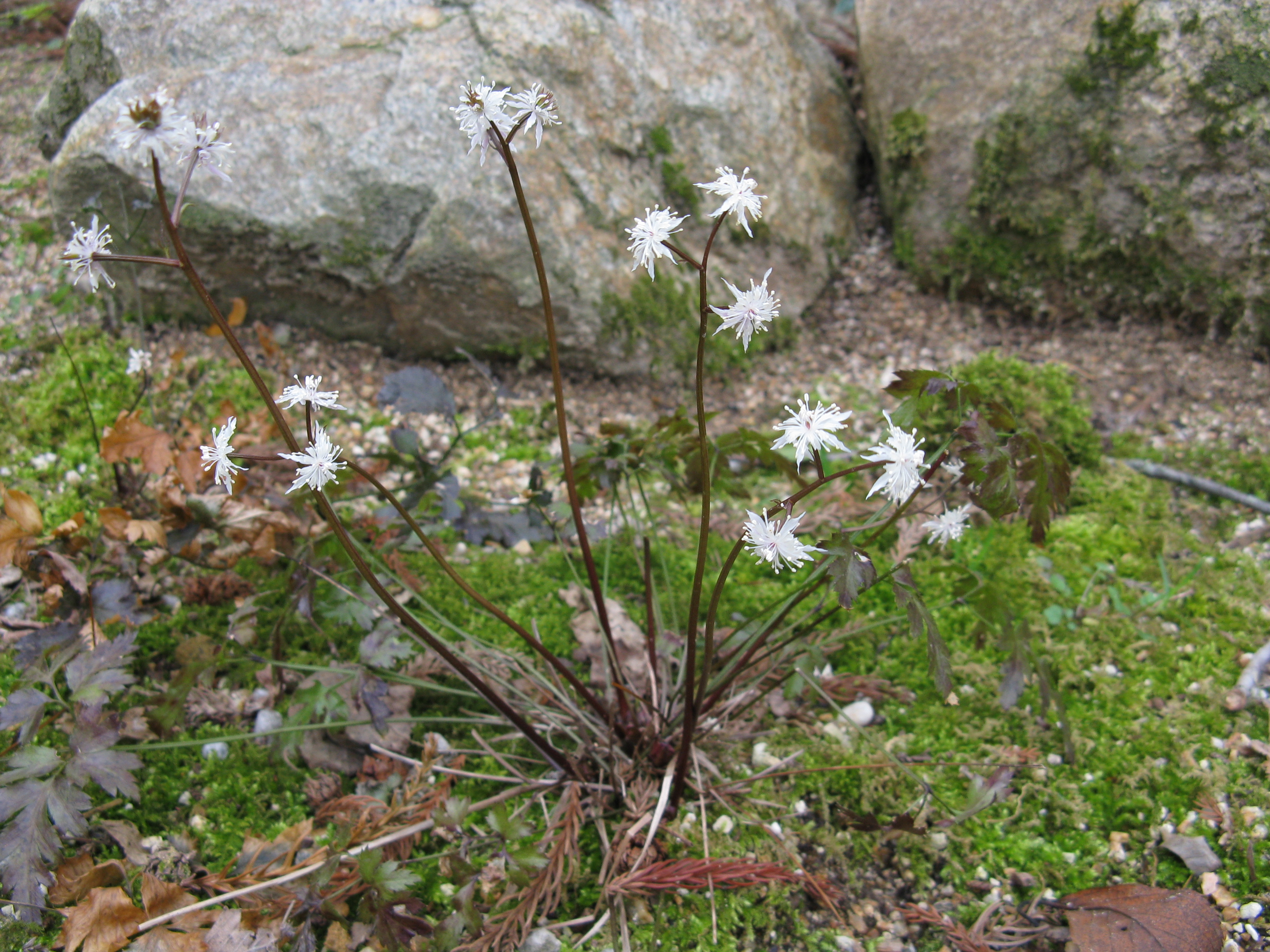
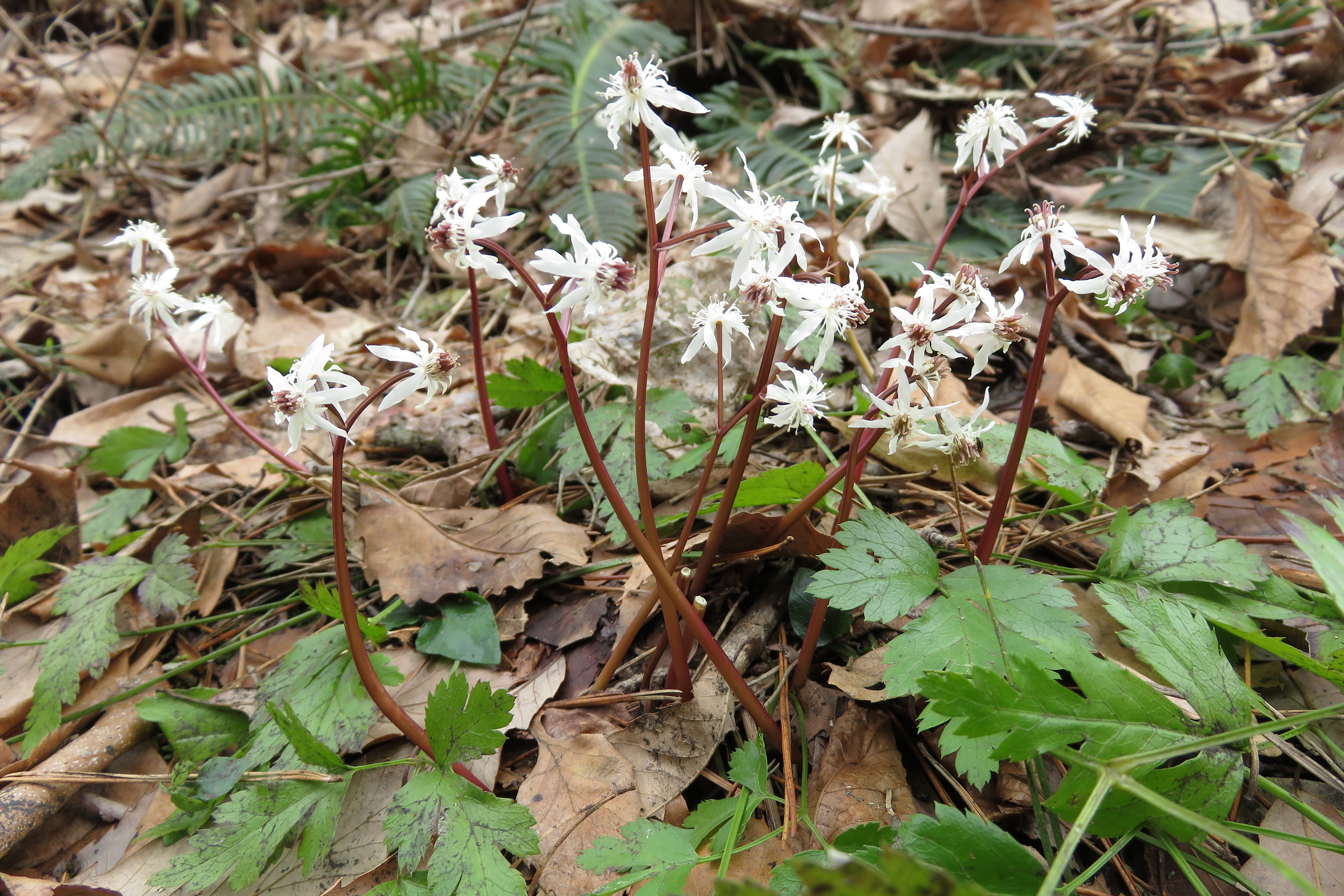
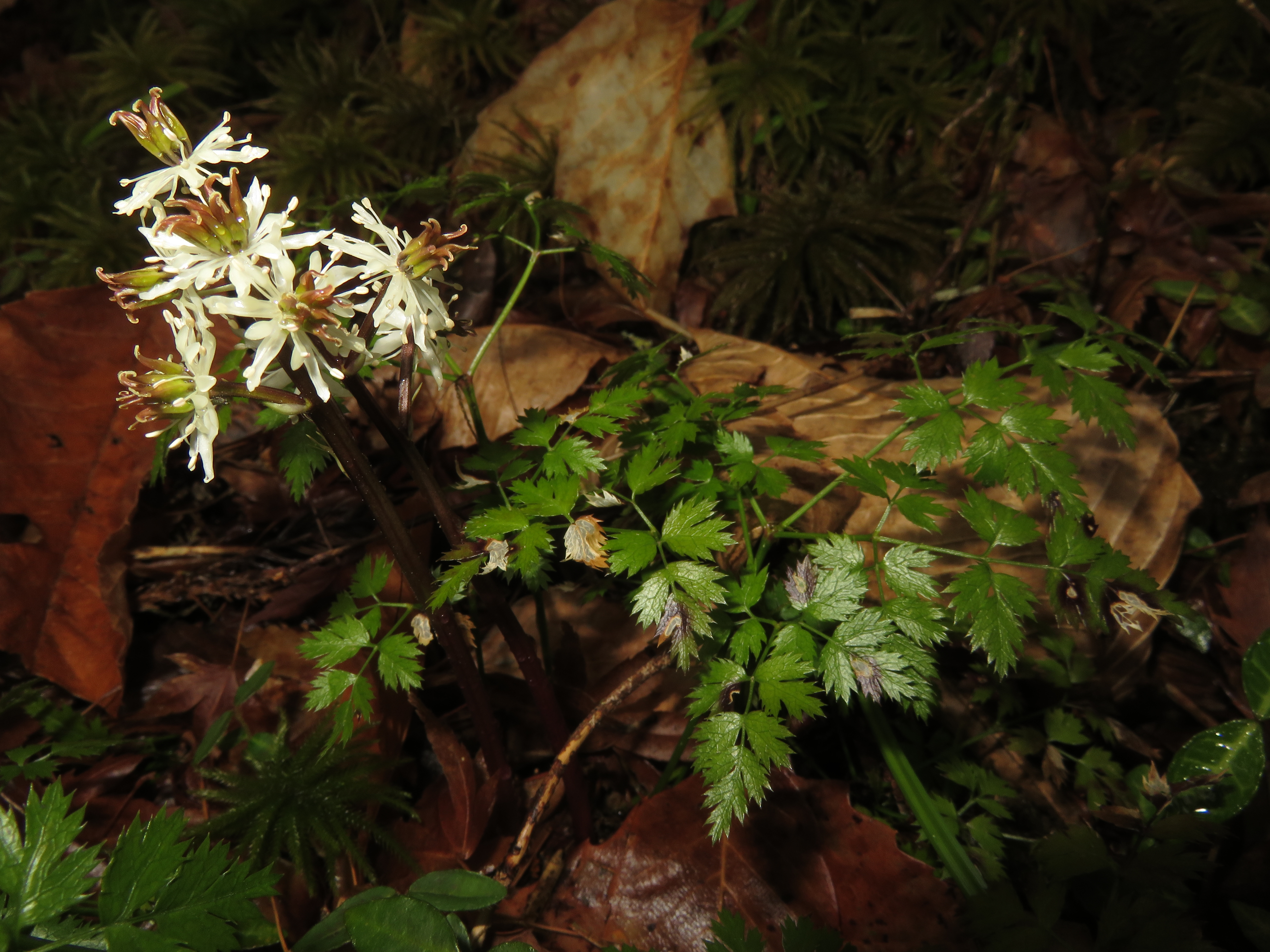
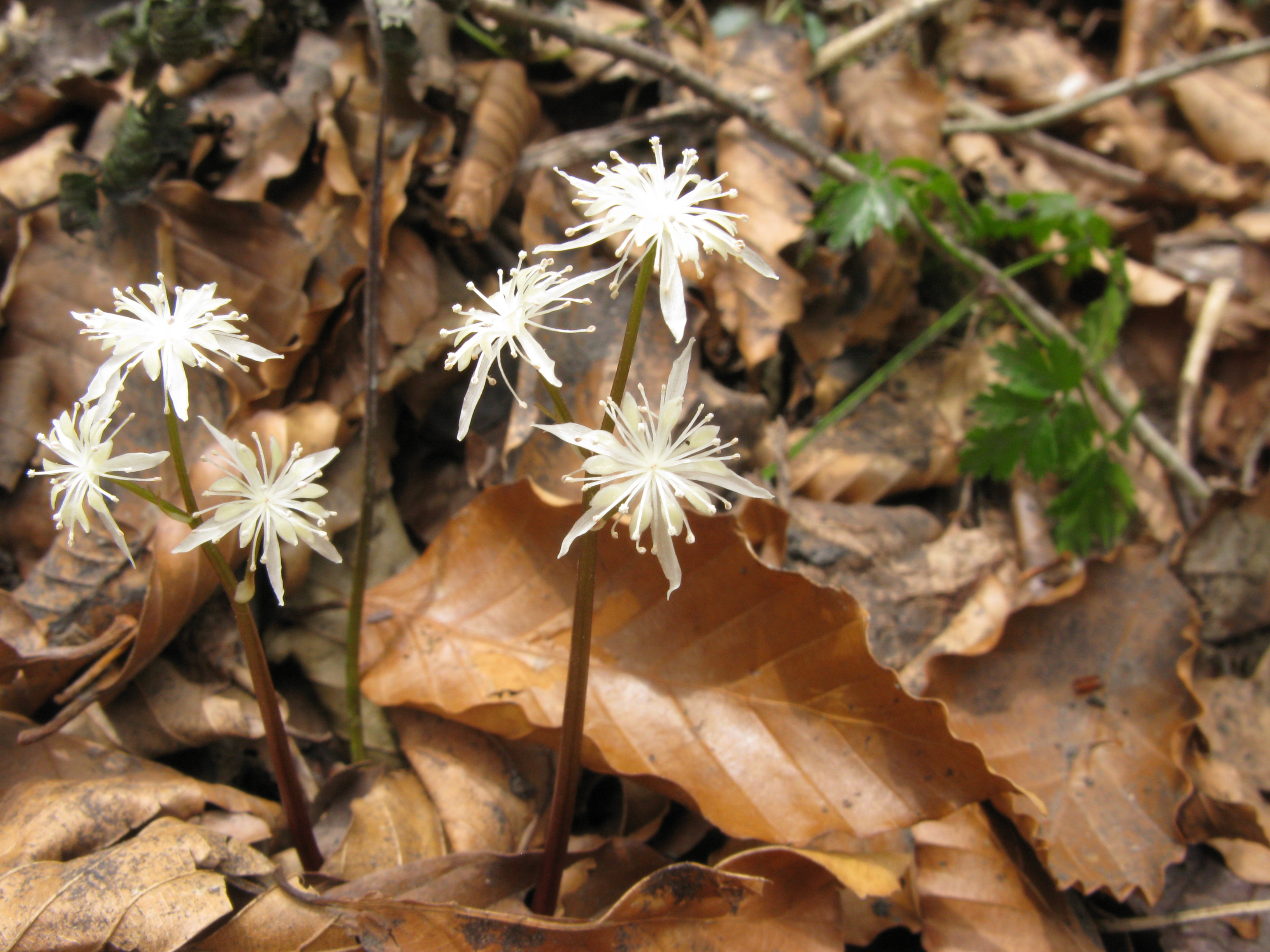